# Coaliția Forțelor Federaliste Etiopiene
Coaliția Forțelor Federaliste Etiopiene (în amharică የኢትዮጵያ ፌዴራሊስት ኃይሎች ጥምረት)  a fost o coaliție de partide politice etiopiene ce a funcționat între 2019 și 2020, și care a inclus Frontul de Eliberare al Poporului Tigrin (FEPT), fostul partid de guvernământ care a pierdut puterea în 2018.

## Istoric

### Context
În 2018, fostul partid dominant al Republicii Federale Democratice a Etiopiei, Frontul de Eliberare al Poporului Tigrin, a fost înlăturat de la putere. În august 2019, în încercarea sa de a-și redobândi puterea politică, FEPT va propune în cadrul unui forum înființarea unei noi coaliție politică bazată pe principii etno-federaliste. Această încercare a fost văzută încă de la început ca fiind una ce nu avea să obțină rezultate, dat fiind că FEPT "era urât de toate părțile spectrului politic al Etiopiei ca fiind fie partidul care a creat un federalism etnic menit să dezbine și să conducă conform propriilor sale interese obscure, fie ca reprezentându-i pe înfometații după putere care au refuzat să permite multinaționalismului etnic veridic să respire prin pătura lor de autoritarism.
FEPT va încerca să impună din nou această idee între 3 și 4 decembrie, când va organiza un al doilea forum la Macallè. Presa etiopiană va descrie participarea ca fiind "nu prea bună". Conducerea forumului va declara că la acesta au luat parte 50 de partide naționale și etnice, alături de 700 de personalități proeminente. Coaliția Forțelor Federaliste Etiopiene va fi înființară în Macallè.

### Divergențele și excluderea FEPT
La 14 mai 2020, când alegerile generale ce ar fi trebuit să aibă loc în acel an au fost amânate de Guvernul Etiopiei din cauza Pandemiei de COVID-19, coaliția a întreprins o ședință în Addis Abeba, declarând că susține decizia Guvernului, în timp ce FEPT s-a declarat împotrivă. Cu alte cuvinte, FEPT-ul deja intra în conflict de interese cu coaliția pe care el însuși a cosntruit-o.
La 25 iunie 2020, la cea de-a patra ședință a CFFE de la Addis Abeba, s-a decis excluderea din coaliție a FEPT și a Uniunii Democratice Etiopiene, în cazul în care membrii acesteia nu vor fi prezenți la vreo altă ședință. FEPT va fi eliminat în urma alegerilor ilegale pe care le-au organizat fără acordul Guvernului în Tigrai. Printre alte motive aduse pentru eliminarea FEPT din CFFE se numărau "divizarea membrilor coaliției și crearea de presiune", "folosirea de coaliție pentru a destabiliza țara", "absența de la întâlniri și insistența asupra ținerii întâlnirilor în Macallè".